# Hale Bros.
Hale Brothers Department Store ( Hale Bros., Hales's of Hale Brothers and Company) was een warenhuis met het hoofdkantoor in Sacramento, Californië, en vestigingen in de hele San Francisco Bay Area .
De voormalige winkellocatie op Market Street 979-989 in het Market Street Theatre and Loft District (Mid-Market) van San Francisco is opgenomen in het Amerikaanse National Register of Historic Place.

## Geschiedenis
Marshal Hale Sr. (geboren in Vermont, 1809) was eerst koopman in de staat New York, waar hij zijn bedrijf uitbreidde tot een keten van vijf winkels, en later in Michigan. In november 1873 kwam Hale Sr. met zijn vrouw en zes van zijn negen kinderen naar San Jose, Californië. In 1876 richtte hij daar samen met zijn zonen Oliver Ambrose Hale, Evert W. Hale en J. Frank Devendort een winkel op van 335 vierkante meter, waarin ze elk een belang van 25% hadden. Hale haalde een andere zoon, James M. Hale, ertoe over om naar Californië te komen. In 1878 openden ze een winkel in Salinas.
In 1879 was zijn broer Prentis Cobb Hale voorzitter van Hale Bros.' Stores, Inc., en in 1879 sloot hij zich bij zijn vader aan als partner.
In 1880 openden Prentis en twee van zijn broers de Criterion-winkel in Downtown Sacramento, waarbij broer Evert de leiding over de winkel nam. In 1881 gaven ze de winkel de nieuwe naam Hale Brothers & Company. Het bedrijf opende grote vestigingen in San Francisco (1892) en San Jose (1896), Salinas, Stockton en Petaluma, en via een overname van Whitthorne & Swann in 1906, Oakland. 
Broer Marshal Hale werd in 1886 vennoot en R.B. Hale werd dit in 1889. 
In 1925 bedroeg de verkoop in de vijf winkels (Downtown San Francisco, Mission District, Oakland, San Jose en Sacramento) in totaal $17.214.124. Op dat moment bezat en exploiteerde Hale's een radiostation, KPO, "The Voice of San Francisco". Hale's was een van de eerste Amerikaanse warenhuizen die dit deed.
In 1949 kocht Hale's zijn rivaal uit Sacramento, Weinstock, Lubin & Co. In hetzelfde jaar fuseerde Hale's met de in Los Angeles gevestigde Broadway Department Stores, en werd Broadway-Hale Stores, Carter Hawley Hale Stores en later Broadway-Hale Stores.
Hale Bros. was voor 30% eigenaar van J.M. Hale Co., ook bekend als Hales, in Los Angeles, opgericht door een van de Hale Brothers, James M. Hale (1846-1946).

## Winkellocaties

### Sacramento
Hale's werd voor het eerst geopend in Sacramento in 1880 en was voor het laatst gevestigd op K Street 825-831.

### San Fransisco
- In 1892 werd de eerste winkel in San Francisco geopend aan Market Street, tegenover Mason Street
- In de jaren 1890 verhuisden we naar een groter pand op Market Street 989, vlak bij Sixth Street. De winkel werd met dynamiet beschoten om te voorkomen dat de brand zich zou verspreiden na de aardbeving van San Francisco in 1906. De winkel werd herbouwd en in 1907 heropend.
- Op 31 oktober 1912 werd een grote nieuwe winkel geopend op Market Street 901, op de zuidwesthoek van Fifth Street. De winkel werd ontworpen door Reid &amp; Reid en telde vijf verdiepingen plus een kelder. Hale's voegde afdelingen voor babykleding, boeken en bloemen toe. Nadat Hale's halverwege de jaren 1940 naar het oosten verhuisde naar 867 en 753 Market Street, was J.C. Penney hier van 1944 tot februari 1971 gevestigd. In 1985 werd het pand gerenoveerd. Tot 2023 was het de thuisbasis van een Saks Off Fifth en een Nordstrom Rack, die beide gesloten zijn.
- Het warenhuis verhuisde naar Market Street 867, de huidige locatie van het Westfield San Francisco Center. Hale's sloot de winkel, evenals drie kleinere apparatenwinkels langs Market en Mission Street, op 5 januari 1963.

Hale Bros. exploiteerde een winkel in de Mission District op Mission Street 2554, vlak bij 21st Street. In 1925 werd een filiaal van het in Oakland gevestigde Whitthorn & Swan geopend, dat in 1926 volledig door Hale werd overgenomen. Het bleef Hale's enige winkel in San Francisco tot halverwege de jaren 1960, zelfs nadat de hoofdwinkel aan Market Street in 1963 sloot.
In 1946 opende Hale's een dameskledingwinkel, ontworpen door architect William Gladstone Merchant (1889-1962), op Geary Street, op de hoek van Maiden Lane. Zes jaar later, in 1952, verwierf Saks Fifth Avenue de locatie voor zijn eerste vestiging in San Francisco, die op 5 februari 1952 werd geopend. 

### Oakland
Hale's exploiteerde een winkel in Oakland op Washington Street 1015, op de hoek met 11th Street, waarbij het eerst het warenhuis Salinger overnam en omvormde tot een Hale's. In 1906 kocht Hale's een belang in het warenhuis Whitthorne & Swan op  Washington Street 1015 (tussen 10th en 11th Street), en in 1926 nam hij het volledig over, breidde het uit tot 11.600 m² en exploiteerde het onder die naam totdat de heer Whitthorne in 1940 overleed. 

### San José
Hale Bros. opende rond 1876 zijn eerste winkel in San Jose  en exploiteerde gedurende een groot deel van het begin van de 20e eeuw een groot warenhuis op de hoek van 1st Street en San Carlos Street.